# Phrurolithus luppovae
Phrurolithus luppovae — вид павуків родини Phrurolithidae.

## Поширення
Ендемік Таджикистану. Трапляється лише в Хатлонській області на заході країни.

## Опис
Самець, описаний у 2020 році, сягав завдовжки 2,02 мм, а самиця — 2,31 мм.